# Бернхард IV фон Липе
Бернхард IV фон Липе (на немски: Bernhard IV zur Lippe; † 14 април 1247) е от 1228 до 1247 г. епископ на Падерборн.

## Биография
Той е син на благородника Бернхард II фон Липе (1140 – 1224) от Господство Липе и на Хайлвиг фон Аре-Хохщаден (1150 – 1196). Брат е на Герхард II, архиепископ на Бремен (1219 – 1258), Ото II, епископ на Утрехт (1216 – 1227), и Херман II (1175 – 1229), който последа баща им през 1196 г. като владетел.
Бернхард първо е прелат в Утрехт. През 1228 г. е помазан в Бремен от брат му архиепископ Герхард II за епископ на Падерборн. Той модернизира епископството си. Участва в основаването на градовете Нихайм и Билефелд.
Бернхард умира на 14 април 1247 г. и е погребан в катедралата на Падерборн.